# Dedi Indra Sampurna
Dedi Indra Sampurna (sinh ngày 2 tháng 4 năm 1986), là một cầu thủ bóng đá người Indonesia hiện tại thi đấu cho Persela Lamongan ở Indonesia Super League.

## Thống kê câu lạc bộ
| Câu lạc bộ       | Mùa giải | Super League | Super League | Premier Division | Premier Division | Piala Indonesia | Piala Indonesia | Tổng    | Tổng      |
| Câu lạc bộ       | Mùa giải | Số trận      | Bàn thắng    | Số trận          | Bàn thắng        | Số trận         | Bàn thắng       | Số trận | Bàn thắng |
| ---------------- | -------- | ------------ | ------------ | ---------------- | ---------------- | --------------- | --------------- | ------- | --------- |
| Persela Lamongan | 2010-11  | 20           | 0            | -                | -                | -               | -               | 20      | 0         |
| Persela Lamongan | 2011-12  | 10           | 1            | -                | -                | -               | -               | 10      | 1         |
| Tổng             | Tổng     | 30           | 1            | -                | -                | -               | -               | 30      | 1         |